# ابو صلبه
ابو صلبه یک منطقهٔ مسکونی در قطر است که در شهرداری الوکره واقع شده‌است.